# جيوفري ارتشر
جيوفري ارتشر (بالإنجليزية: Geoffrey Archer)‏ هو كاتب جريمة بريطاني، ولد في 21 مايو 1944 في لندن الكبرى في المملكة المتحدة.

## وصلات خارجية
- الموقع الرسمي